# Ґриффіт-Парк

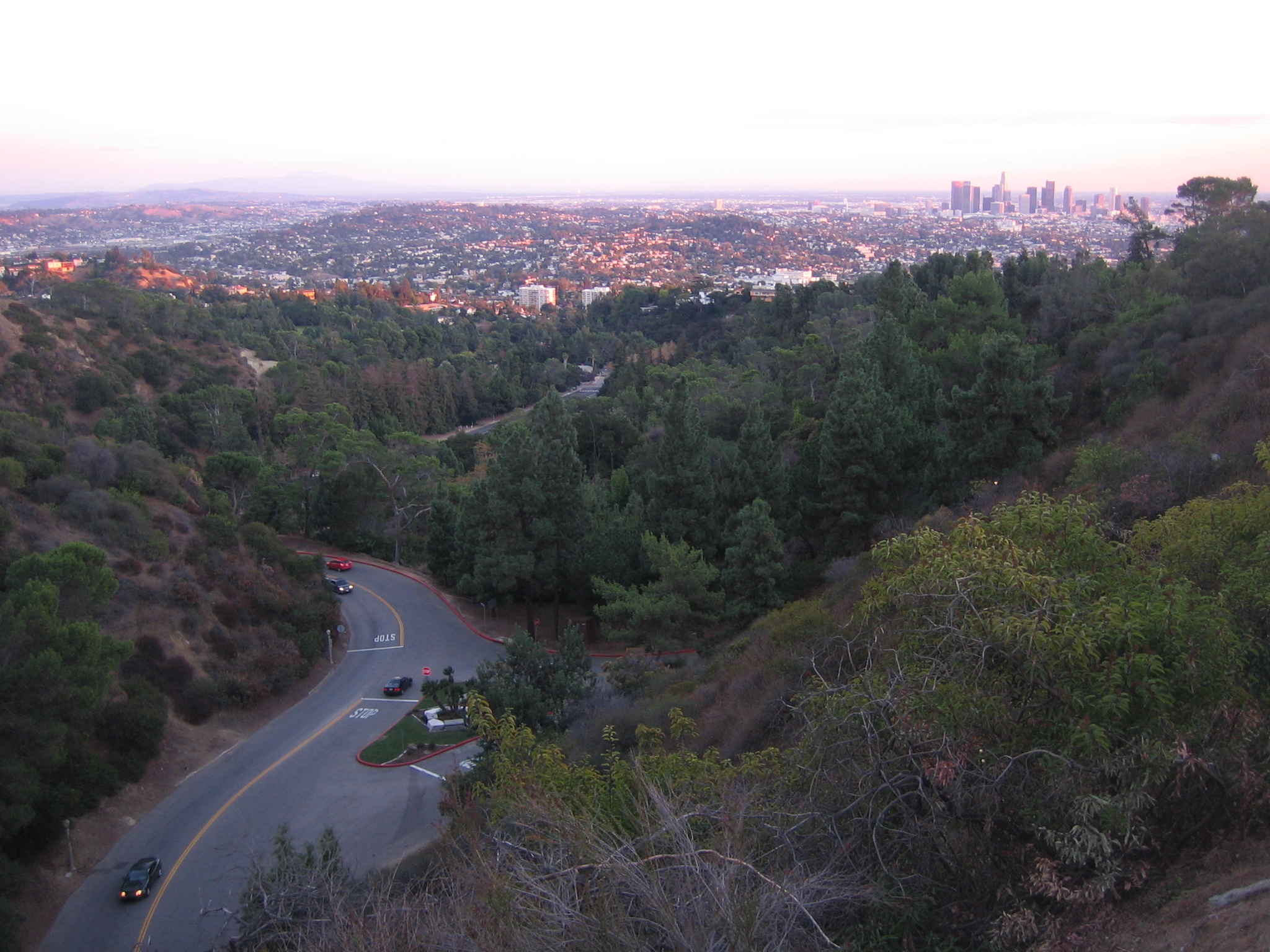
Ґриффіт-Парк із горизонтом Лос-Анджелеса на задньому плані

Ґриффіт-Парк, або Парк Ґриффіта — великий парк у східній частині гір Санта-Моніка в голлівудському районі Лос-Анджелеса. Площею 17 км², це один із найбільших міських парків у Північній Америці та другий за величиною міський парк у Каліфорнії після регіонального парку Мішен-Трейлз у Сан-Дієго.
Засновником Ґриффіт-Парку є полковник Ґриффіт Дж. Ґриффіт, який купив Rancho Los Feliz біля річки Лос-Анджелес у 1882 році й спочатку створив там страусину ферму. У той час страусине пір'я було популярним матеріалом для виготовлення жіночих головних уборів. Однак справжній сенс існування страусиної ферми полягав у тому, щоб залучити жителів Лос-Анджелеса до будівельних ділянок, які Ґриффіт також продавав там. Коли будівельний бум спав, 16 грудня 1896 року він пожертвував дванадцять квадратних кілометрів своєї території місту Лос-Анджелес. Пізніше Ґриффіта засудили до в'язниці за збройний напад на дружину за обтяжливих обставин. Після звільнення він намагався фінансувати будівництво планетарію, обсерваторії та естради просто неба у заснованому ним парку. Однак через заплямовану репутацію місто Лос-Анджелес відмовилося прийняти запропоновані гроші.

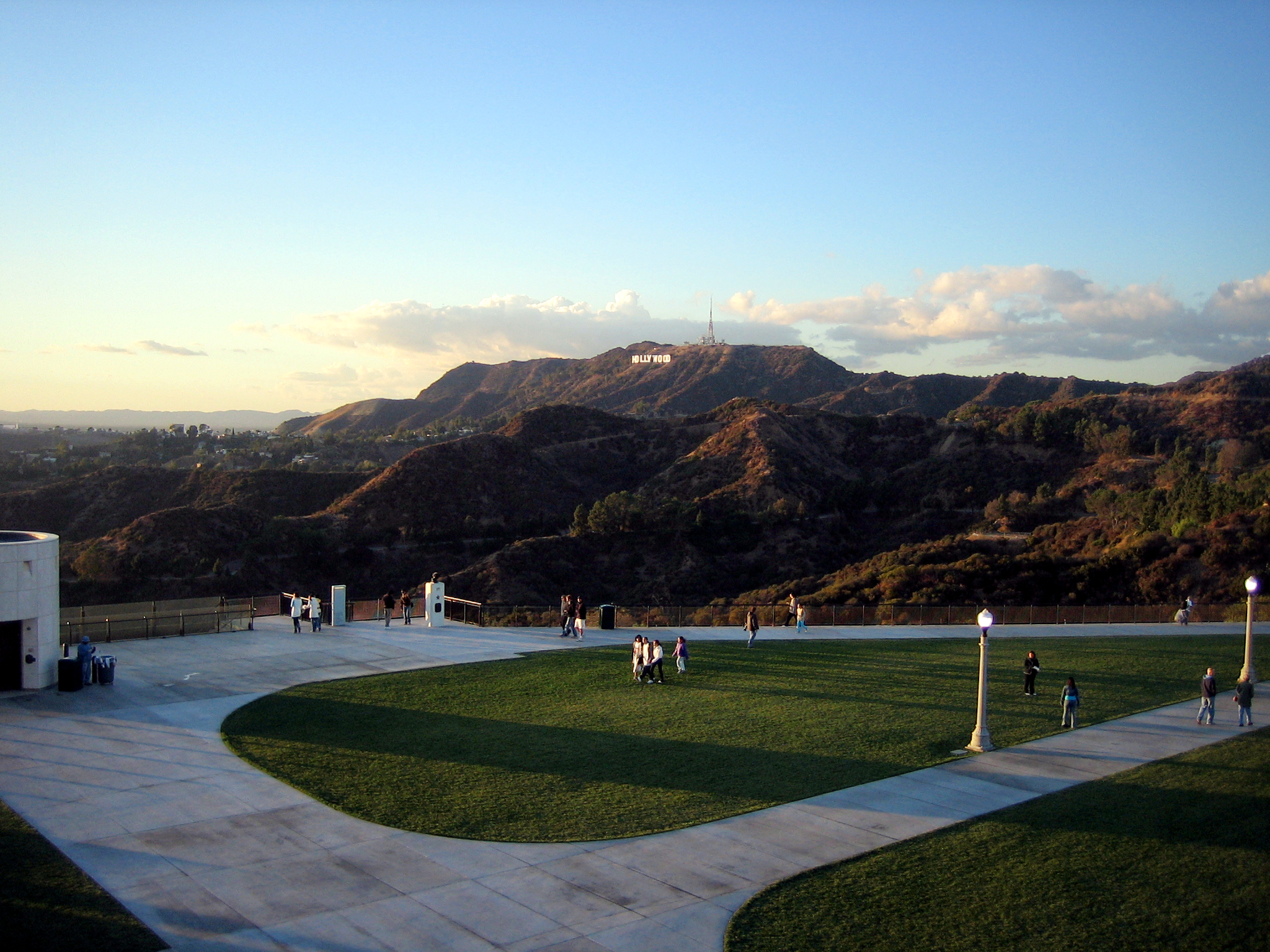
Гора Лі зі знаком Голлівуду

У 1912 році Ґриффіт виділив ще 40 акрів у північно-західній частині парку, безпосередньо на річці Лос-Анджелес, щоб «зробити щось для просування авіації». Так був створений аеродром Ґриффіт-Парк, який пізніше передали Повітряній службі Національної гвардії. Після смерті Ґриффіта в 1919 році місто Лос-Анджелес почало поступово будувати заплановані спочатку проєкти. Амфітеатр просто неба, так званий Грецький театр, завершили в 1930 році, обсерваторію Ґриффіта — в 1935 році. Завдяки подальшим даруванням землі та угодам про купівлю парк поступово розрісся до теперішнього розміру. Парк працює з 5 ранку до 22:30.
3 жовтня 1933 року в парку Ґриффіта сталася лісова пожежа. У цій лісовій пожежі загинули 29 пожежників. Це одна з найгірших людських втрат під час гасіння пожежі в історії Сполучених Штатів.
На території парку знаходиться гора Лі висотою 521 метр. На її південному схилі розташований всесвітньо відомий знак Голлівуду. Східна частина Малголландського шосе проходить нижче напису. Сама гора Лі є приватною власністю і не є відкритою для доступу публіки.
З 2012 до 2022 року парк був територією перебування самця пуми (Puma concolor), який мігрував з гір Санта-Моніки. Через поганий стан здоров'я його довелося піддати евтаназії в грудні 2022 року.

## Вебпосилання
- Департамент відпочинку та парків Лос-Анджелеса: парк Ґриффіта